# Haussa-Ginsterkatze
Die Haussa-Ginsterkatze (Genetta thierryi) ist eine Ginsterkatzen-Art, die 1902 von Paul Matschie beschrieben wurde. Sie ist im südlichen Westafrika lückig verbreitet und lebt überwiegend in Savannen.
Der Artzusatz im wissenschaftlichen Namen ehrt den deutschen Oberleutnant Gaston Thierry, der in Westafrika stationiert war und mehrere Tierpräparate zu den deutschen Behörden schickte.

## Merkmale
Mit einer Kopf-Rumpf-Länge von 38 bis 45 cm, einer Schulterhöhe von 40 bis 54 cm und einer Masse von 1,3 bis 1,5 kg zählt die Haussa-Ginsterkatze zu den kleineren Vertretern ihrer Gattung. Ihre Grundfärbung ist gelblich-beige bis hellbraun, die Fleckung ist oft rötlich-orange getönt. Ein Aalstrich ist meistens erkennbar. Dieser ist in der Regel in Längsrichtung durch helle Haare unterteilt und niemals schwarz gefärbt. 
Die Flecken sind vergleichsweise klein, stehen relativ eng nebeneinander und sind auf dem Rücken linienartig angeordnet; hinten fließen sie teilweise zusammen. Gesicht und Vorderkörper sind wenig gefleckt. Die Rückenhaare sind nicht verlängert, ein Rückenkamm fehlt daher. 
Der Schwanz ist geringelt, die dunklen Anteile werden nach hinten immer größer. Insgesamt sind 8–9 Ringe oder Halbringe erkennbar. Das Schwanzende ist schwärzlich.

## Verbreitung und Lebensräume

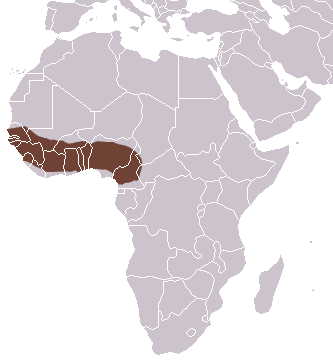
Verbreitung

Die Haussa-Ginsterkatze ist im südlichen Westafrika lückig verbreitet. Das Siedlungsgebiet erstreckt sich vom Senegal im Westen und wohl bis nach Kamerun im Osten (der genaue Verlauf des Arealrandes im Osten ist derzeit nicht bekannt).
Besiedelt werden vor allem trockene und feuchte Savannen. Nachweise stammen auch aus typischen Ausprägungen sowie aus feuchten Baumsavannen in Guinea-Bissau, Regenwäldern in Sierra Leone, Ghana und der Elfenbeinküste sowie aus Dornsavannen (dry wooded steppes) im Senegal.

## Lebensweise
Die Lebensweise dieses nachtaktiven Raubtiers ist praktisch unbekannt.

## Gefährdung
Aufgrund des relativ weiten Verbreitungsgebiets und des Vorkommens in verschiedenen Habitaten wurde die Art 2008 von der IUCN als ungefährdet („least concern“) eingestuft. Dabei fehlten jedoch Informationen zum etwaigen Vorkommen in gestörten Habitaten und zum Einfluss von Jagd bzw. Wilderei, sodass eine andere Einstufung zukünftig notwendig werden kann.